# Coprophanaeus ohausi
Coprophanaeus ohausi là một loài bọ cánh cứng trong họ Bọ hung (Scarabaeidae).